# Nyugati lármásmadár
A nyugati lármásmadár (Crinifer piscator) a madarak osztályának turákóalakúak (Musophagiformes) rendjébe, ezen belül a turákófélék (Musophagidae) családjába tartozó faj.

## Előfordulása
A nyugat-afrikai őserdőkben honos.

## Megjelenése
A nyugati lármásmadár tollazata kevésbé feltünő, farktollának hossza 50 cm.
Hangját angol nyelvű források a cow-cow-cow hangsorral írják le.[forrás?]

## Életmódja
Fügét és más gyümölcsöket eszik.

### Fordítás
- Ez a szócikk részben vagy egészben  az   Eastern Plantain-eater című angol Wikipédia-szócikk fordításán alapul.  Az eredeti cikk szerkesztőit annak laptörténete sorolja fel. Ez a jelzés csupán a megfogalmazás eredetét és a szerzői jogokat jelzi, nem szolgál a cikkben szereplő információk forrásmegjelöléseként.